# Brachystelma keniense
Brachystelma keniense là một loài thực vật có hoa trong họ La bố ma. Loài này được Schweinf. mô tả khoa học đầu tiên năm 1892.